# Змея (подводная лодка)
«Змея» — подводная лодка российского императорского флота типа «Барс». Построена в 1915—1917 годах, участвовала в Первой мировой войне, входила в состав Балтийского флота Российской империи и РСФСР. С 1932 года использовалась как учебная, списана в 1935 году.

## История строительства
Подводная лодка «Змея» изначально предназначалась для морских сил Дальнего востока, и 18 марта 1914 года её зачислили в списки Сибирской флотилии. В ходе Первой мировой войны, 27 февраля 1915 года, зачислена в состав Балтийского флота. Лодка была заложена 4 июля 1915 года на Балтийском заводе в Санкт-Петербурге. В декабре 1916 года спущена на воду и зачислена в состав 3-го дивизиона Дивизии подводных лодок Балтийского моря.
В отличие от большинства однотипных лодок, «Змея» получила дизельные двигатели штатной мощности (2х1320 л. с.), поэтому она могла развивать надводную скорость до 16 узлов, в отличие от 9 узлов у лодок с нештатными двигателями. По результатам эксплуатации первых кораблей проекта от глубоких вырезов в бортах было решено отказаться, и бортовые торпедные аппараты «Змеи» размещались в полуметровой глубины нишах, по образцу подводной лодки «Тигр». Артиллерийское вооружение состояло из одного орудия калибра 57 мм. Для противовоздушной обороны дополнительно были установлены 37-мм орудие и пулемёт 7,62 мм.
27 марта 1917 года «Змея» под командованием Я. К. Зубарева вступил в строй.

## История службы
После вступления в строй «Змея» базировалась в Ревеле, в кампанию 1917 года совершила два боевых похода. 19 августа 1917 года села на мель у берегов Гангэ, на следующий день снята с мели. С 25 октября — в составе Красного флота.
В феврале-апреле 1918 года перешла из Ревеля в Гельсингфорс, затем в Кронштадт, затем перешла в Петроград. С июня 1918 года числилась в резерве, в октябре отправлена в Кронштадт на длительное хранение.
В октябре 1920 года зачислена в состав 2-го дивизиона подводных лодок, 21 апреля 1921 года повторно введена в строй.
В октябре 1921 г. командиром ПЛ «Змея» был назначен Аксель Иванович Берг, впоследствии адмирал-инженер, заместитель министра обороны СССР, академик и профессор — учёный в области электроники, радиолокации и кибернетики. Приказом по Отдельному дивизиону подводных лодок Балтморя № 235 от 28 ноября 1922 г. за самоотверженную работу по восстановлению ПЛ и приведению её в боевую готовность Берг А. И. удостоен звания «Героя Труда Отдельного Дивизиона подлодок Балтморя» с выдачей соответствующего аттестата.
По показаниям А. И. Берга на допросе по «делу Тухачевского» (протокол допроса от 28.02.1939 г.) экипаж подлодки два раза при выходах в море осенью 1921 года вскладчину покупал у финских рыбаков контрабандное мыло в ящиках с ведома командования Балтфлота и петроградской ЧК, которое затем обменивал на продукты и частично передал рабочим Балтийского завода, ремонтировавшим подлодку. Во время командования А. И. Берга ПЛ «Змея» совершила выход в море с находившимся на её борту руководителем Петросовета Г. Е. Зиновьевым.
31 декабря 1922 г. переименована в «Пролетарий».
В 1923—1925 годах «Пролетарий» находился на Балтийском заводе, где прошёл капитальный ремонт. Бортовые решётчатые торпедные аппараты были полностью демонтированы, их ниши заделали. Орудие калибра 57 мм было заменено на 75-миллиметровое.
31 октября 1925 года во время учений «Пролетарий», совершая торпедную атаку отряда кораблей, неосторожно маневрируя попал под эсминец «Урицкий». Подводная лодка сумела самостоятельно всплыть, но в результате последовавшего столкновения она потеряла орудие, повредила ходовой мостик, оба перископа были загнуты прямо на входной люк. Отправлена в ремонт. 11 ноября того же года переходя по Неве протаранила линкор «Полтава», смяв себе носовую часть.
В апреле-мае 1932 года участвовала в параде кораблей в Ленинграде. В декабре 1932 года передана Учебному отряду подводного плавания, 10 декабря преобразована в учебную подводную лодку и переименована в «У-2».
В сентябре 1934 года переименована в «Б-6», в январе 1935 года возвращена в боевой состав флота, но уже 11 марта была выведена из состава флота, сдана в отдел фондового имущества для разборки на металл. Находилась в Купеческой гавани Кронштадта. В 1945 году всё ещё не была утилизирована, стояла около Петропавловской крепости. Разделана на металл в 1946 году.

## Командиры
- 16 сентября 1916 — 29 октября 1917: капитан 2-го ранга Зубарев Яков Константинович[2];
- 29 октября 1917 — 20 ноября 1918: Иконников Александр Алексеевич[3];
- 21 ноября — 30 декабря 1918: лейтенант Горняковский Николай Александрович[4];
- март-май 1919, июнь 1920 — 1 июля 1921: старший инженер-механик Кузаев Александр Ефремович — (ВРИД), в 1920—1921 одновременно командовал ПЛ «Кугуар»[5];
- 23-30 сентября 1920: лейтенант Якобсон Антон Николаевич[6]
- 26 октября 1921 — 1 декабря 1922: Берг, Аксель Иванович[7]
- 1 декабря 1922 — 15 декабря 1924: Лебедев Александр Николаевич[8]
- 1924—1928: Воробьёв В. С.
- 1928—1931: Жонголович С. М.
- 1931: Иванов Г. А.
- 1931—1933: Бубнов К. М.
- 1933—1934: Эйхбаум Н. Э.
- 1934—1935: Зброжек С. П.